# George Watkins (Politiker)

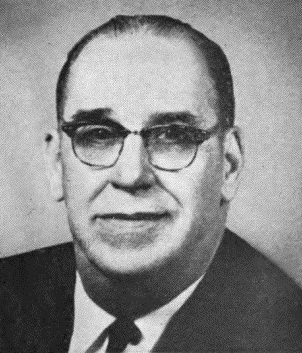
George Watkins (1969)

George Robert Watkins (* 21. Mai 1902 in Hampton,  Virginia; † 7. August 1970 in West Chester, Pennsylvania) war ein US-amerikanischer Politiker. Zwischen 1965 und 1970 vertrat er den Bundesstaat Pennsylvania im US-Repräsentantenhaus.

## Werdegang
George Watkins besuchte die öffentlichen Schulen seiner Heimat und arbeitete danach als Schiffsausstatter (Shipfitter). Im Jahr 1920 kam er nach Chester in Pennsylvania, wo er die Firma Chester Stevedoring Co gründete, die er 1931 verkaufte. 1932 gründete er mit einem Partner die Speditionsfirma Blue Line Transfer Co, die im gesamten Osten der Vereinigten Staaten LKWs laufen hatte. Gleichzeitig schlug er als Mitglied der Republikanischen Partei eine politische Laufbahn ein. Von 1945 bis 1948 war er Sheriff im Delaware County. Zwischen 1949 und 1960 gehörte er dem Senat von Pennsylvania an. Außerdem bewirtschaftete er im Delaware County eine Farm und züchtete Rennpferde.
Bei den Kongresswahlen des Jahres 1964 wurde Watkins im siebten Wahlbezirk von Pennsylvania in das US-Repräsentantenhaus in Washington, D.C. gewählt, wo er am 3. Januar 1965 die Nachfolge von William H. Milliken antrat. Nach zwei Wiederwahlen konnte er bis zu seinem Tod am 7. August 1970 im Kongress verbleiben. Seit 1967 vertrat er dort den neunten Distrikt seines Staates. Seine Zeit als Kongressabgeordneter war von den Ereignissen des Vietnamkrieges und der Bürgerrechtsbewegung geprägt.